# Воронцова, Людмила Сергеевна
Людми́ла Серге́евна Воронцо́ва (род. 22 февраля 1999) — российская боксана. Выступает за сборную России по боксу, мастер спорта России международного класса (2018), участница Олимпийских игр 2020 года, серебряный призёр чемпионата мира (2019), двукратная чемпионка России (2019, 2024), серебряный призёр чемпионата России (2023), чемпионка Всероссийской Спартакиады (2022), многократный победитель и призёр международных и национального первенств в любителях.

## Любительская карьера
Родилась 22 февраля 1999 года в селе Петропавловка, Республика Бурятия. Занималась лёгкой атлетикой и спортивным ориентированием. В возрасте тринадцати лет ради самообороны пришла в секцию бокса. Первым тренером стал Жаргал Тасарунов.
На первенстве Сибирского федерального округа Людмила успешно выступила, завоевав путевку на первенство России среди девочек, где одержала победу, досрочно закончив бой. Но из-за возраста в сборную не попала.
В 2016 году победила в первенстве России среди юниоров и получила звание мастера спорта. 2017 год стал для спортсменки последним по юниорам. На чемпионате России она заняла третье место, а на чемпионате Европы — первое.
В 2018 году на своём первом взрослом чемпионате России, прошедшем в Улан-Удэ, стала второй. В этом же году выполнила норматив мастера спорта международного класса. Была приглашена во взрослую сборную. В сентябре выступила на международном турнире в Польше, где заняла первое место и получила приз за лучшую технику. В апреле 2019 году выиграла чемпионат России в Кемерово и была приглашена в сборную страны для участия в мировом первенстве.
На 11-м чемпионате мира по боксу среди женщин, который состоялся в Улан-Удэ с 3 по 13 октября 2019 года, спортсменка завоевала серебряную медаль, уступив в финале филиппинке Нести Петесио по раздельному решению судей.
Людмила Воронцова тренируется под руководством тренера Бадмы Бадмаева и является представительницей спортивного клуба «Номто».

### Олимпийские игры 2020 года
В июне 2021 года вошла в состав олимпийской команды России по боксу для участия в Олимпийских играх 2020 года, как лучшая европейская спортсменка в весовой категории до 57 кг, в соответствии с рейтингом Международного олимпийского комитета (МОК).
И в июле 2021 года участвовала в Олимпийских играх в Токио, но в 1/16 финала проиграла со счётом 1:4 опытной боксёрше из Италии Ирме Теста.

### 2023 год
В марте 2023 года участвовала на чемпионате мира среди женщин в Нью-Дели (Индия), в весовой категории до 57 кг, где она в 1/16 финала соревнований по очкам единогласным решением судей (0:5) проиграла опытной француженке Амине Зидани.
В ноябре 2023 года, в Уфе стала серебряным призёром чемпионата России в весе до 57 кг, в финале по очкам 0:5 проиграв опытной Дарье Абрамовой.

### 2025 год
Решением тренерского штаба в марте 2025 года была включена в состав сборной России для участия в чемпионате мира, который состоится в Сербии с 8 по 17 марта. Во втором раунде весовой категории до 57 кг раздельным решением судей уступила китайской спортсменке Цай Ян и завершила участие в турнире.